# Popularne

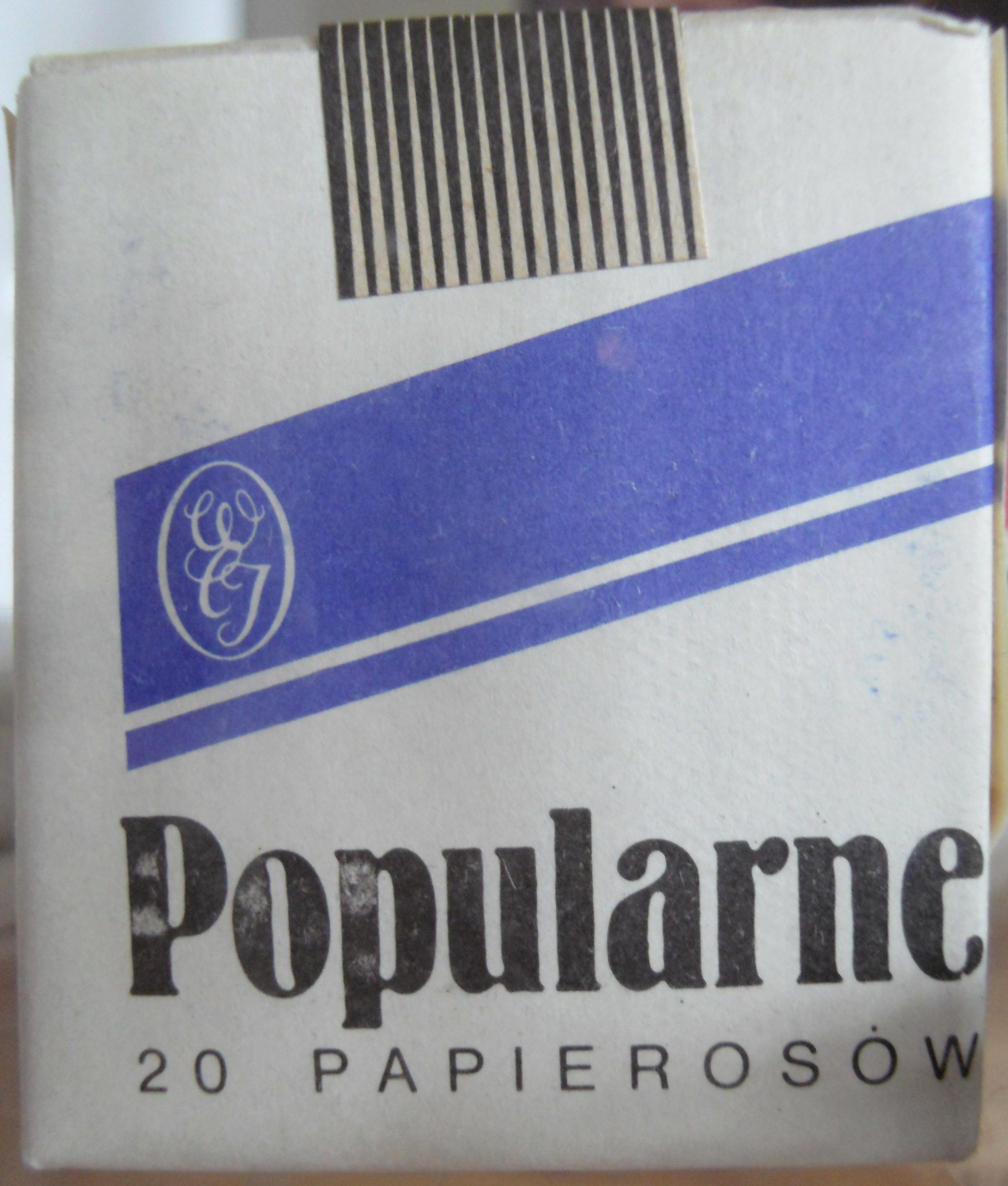
Paczka Popularnych

Popularne – marka polskich papierosów wytwarzanych do roku 1996 przez Państwowe Zakłady Przemysłu Tytoniowego w Krakowie. Papierosy pod tą marką produkowały także m.in. Mazurska Wytwórnia Tytoniu Przemysłowego oraz Altadis Polska SA, która przejęła Zakłady Przemysłu Tytoniowego w Radomiu. Przez konsumentów nazywane były również popularesami, killersami lub gwoździami. 
Pierwotnie, do początku lat osiemdziesiątych, Popularne nosiły nazwę Sport. Jej zmiana związana była z zamiarem zerwania związku semantycznego między sportem a papierosami. Wyroby te bardzo długo nie miały filtra, jednak pod koniec XX wieku pojawiły się także Popularne z filtrem. Produkt cechował się niską jakością, natomiast zawartość nikotyny i substancji smolistych była wyższa niż we współcześnie produkowanych papierosach.